# Гессі
«Гессі» — роман української письменниці Наталії Матолінець, написаний у жанрі фентезі та опублікований 2018 року видавництвом Vivat.

## Сюжет
Гестії Амалії лише п'ятнадцять. Вона живе у світі, де люди дбають лише про мистецькі насолоди, танцювальні вечірки та вишукані манери. Її однолітки надміру переймаються через власний вигляд та кавалерів. Натомість Гессі вони вважають дивною. За їхніми словами, вона часто верзе всілякі нісенітниці, надто багато думає, а ще є дуже незграбною, адже дівчина постійно розбиває все, до чого торкається. Такої ж думки про неї її рудоволоса і грайлива сестра Генріка, хоча й вона любить Гестію. Після смерті старшого брата Гессі не забуває про нього і зберігає світлі спогади. 
Одного дня з'являється дивний чоловік і дарує їй особливу камеру, яка здатна робити людей щасливими. Гессі постійно її носить з собою, що викликає обурення та здивування її суворої матері, сестри. 
Одного разу дівчина їде з родиною на книжковий ярмарок. Там чарівний блакитноокий незнайомець дарує їй давню книгу, що зветься «Академія Аматерасу». Поступово читаючи її, Гессі дізнається, що її брат насправді не помер, а потрапив до таємничої академії, де навчаються душі божеств. Дівчину окутує вихор таємниць. З кожною новою сторінкою вона довідується все більше про долю брата. Водночас вона спілкується з його нареченою панною Доанною, заводить нових друзів, допомагає Генріці пережити її бурхливі почуття та фотографує людей, щоб робити їх щасливими. 
В її житті раптом з'являється надто багато блакитноокого. Вона зовсім нічого про нього не знає, але та таємничість і магія, які разом з ним увірвались в життя, роблять своє. Дівчина вперше закохується, але Гессі не впевнена, чи взагалі реальний цей блакитноокий, чи можливо це вигадка її нестримної уяви. 
Поступово виявляється, що зв'язок між академією та реальний світом набагато сильніший і вагоміший. Божества взаємодіють з Гессі, бо Гестія — богиня домашнього вогнища, але рушати в «Академію» не повинна. Її сила в тому, щоб забезпечувати комфорт, спокій і щастя саме тут. З'являються люди, що хочуть їй нашкодити, але є й ті, хто готовий захистити, пожертвувавши собою. 
Через інтенсивні переживання Гессі втрачає здатність робити людей щасливими. Камера більше не працює, а все навколо руйнується на очах. Зрештою, після багатьох випробувань дівчині вдається віднайти гармонію і магія знову з'являється у її житті.

## Головні герої
- Гестія Амалія (Гессі) — головна героїня. 15-річна дівчина, має чарівну камеру, подаровану незнайомцем.
- Генріка (Генрі) — сестра Гессі.
- Аїден — старший брат головної героїні.
- Панна Доанна — наречена Аїдена.
- Блакитноокий (Полі) — таємничий незнайомець в житті Гестії Амалії.

## Нагороди
- 2017 — ІІ премія конкурсу «Коронація слова — 2017» у категорії «Романи»
- 2018 — ІІІ місце у номінації «Підліткова література» конкурсу «Найкраща книжка Запорізької книжкової толоки»[1]
- 2018 — входження до довгого списку премії «Дитяча Книга року ВВС-2018»[2]

## Рецензії
Літературна критикиня Віра Агеєва про книгу:

У фантазійному й гламурному романному світі Наталки Матолінець б'ється дуже багато посуду — коштовних сервізів, чашок, блюдечок і цукерниць. Це починаєш врешті сприймати як дивоглядну форму спротиву.
Якщо вірити цьому сюжету, то ніякі кризи, технічні новації й дива електроніки аж ніяк не загрожують Книжці. Як і все навколо, книжки обов'язково у барвистих палітурках, з прегарними ілюстраціями й шрифтами, бо вишуканість для наших героїнь чи не синонімічна манірності й показній розкоші.

## Видання
Книга вперше вийшла друком у видавництві Vivat у 2018 році, в паперовому та електронному форматах.
Вибрані видання:
- Гессі. — Харків : Vivat, 2018. — 416 с. — (Книжкова полиця підлітка) — ISBN 978-966-942-290-3.
- Гессі. — E-book. — Харків : Vivat, 2018. — 416 с. — (Книжкова полиця підлітка) — ISBN 978-966-982-476-9.
- Гессі. — Харків : Vivat, 2023. — 416 с. — (Книжкова полиця підлітка) — ISBN 978-966-942-290-3.